# Dixon County
Dixon County är ett administrativt område i delstaten Nebraska, USA. År 2010 hade countyt 6 000 invånare. Den administrativa huvudorten (county seat) är Ponca. 

## Geografi
Enligt United States Census Bureau har countyt en total area på 1 250 km². 1 234 km² av den arean är land och 16 km² är vatten.

### Angränsande countyn
- Union County, South Dakota - nordost
- Dakota County - öst
- Thurston County - sydost
- Wayne County - sydväst
- Cedar County - väst
- Clay County, South Dakota - nordväst

### Orter
- Ponca (huvudort)
- Wakefield (delvis i Wayne County)